# استز پارک (کلرادو)
استز پارک (به انگلیسی: Estes Park) شهری در ایالت کلرادو کشور ایالات متحده آمریکا است که جمعیت آن در سرشماری سال ۲۰۱۰ میلادی، ۵٬۸۵۸ نفر بوده‌است.